# Kadokawa Future Publishing
Kadokawa Future Publishing (株式会社KADOKAWAフューチャー パブリッシング Kabushiki-gaisha Kadokawa Fyūchā Paburishingu) là một công ty con của Tập đoàn Kadokawa Dwango, và là công ty mẹ của các công ty thuộc Khối Kadokawa, là tập hợp của nhiều doanh nghiệp liên kết có quan hệ với Kadokawa Shoten. Tập đoàn thường xuất bản các manga, tiểu thuyết, light novel, tạp chí và những sản phẩm liên quan.

## Lịch sử
Công ty thành lập vào ngày 2 tháng 4 năm 1954 dưới tên Kadokawa Shoten. Công ty đổi tên thành Kadokawa Holdings vào ngày 1 tháng 4 năm 2003 trên cơ sở chuyển đổi mảng kinh doanh xuất bản sang Nhà xuất bản Kadokawa Shoten. Công ty đổi tên lần nữa thành Kadokawa Group Holdings vào ngày 1 tháng 7 năm 2006. Công ty kế thừa bộ phận điều hành và tích hợp doanh nghiệp nội khối của Kadokawa Shoten vào tháng 1 năm 2007. Mảng kinh doanh tạp chí được chuyển sang Kadokawa Magazine Group. Các bộ phận kinh doanh video game hợp nhất thành Kadokawa Games. Công ty chính thức đổi tên thành Tập đoàn Kadokawa vào ngày 22 tháng 6 năm 2013. Ngày 1 tháng 10 năm 2013, Tập đoàn Kadokawa tái cấu trúc theo mô hình "một công ty", khi buộc sáp nhập chín doanh nghiệp thành viên của Khối Kadokawa. Tám trong số họ ngày nay là những "thương hiệu doanh nghiệp". Kadokawa Production bị cho giải thể và hợp nhất thành General IP Business Headquarters.
Ngày 14 tháng 5 năm 2014, Tập đoàn Kadokawa và Dwango, nhà điều hành Niconico, sáp nhập để thành lập một công ty holding gọi là Tập đoàn Kadokawa Dwango. Cả Tập đoàn Kadokawa lẫn Dwango trở thành công ty con của công ty mới này. Tháng 2 năm 2019, Dwango trở thành công ty con của Tập đoàn Kadokawa trong việc tái tổ chức lại công ty.
Vào 1 tháng 7 năm 2019, Tập đoàn Kadokawa tổ chức lại và đổi tên thành Kadokawa Future Publishing (株式会社KADOKAWA Future Publishing).

## Công ty con
Tập đoàn Kadokawa điều hành một số công ty liên kết có liên quan đến Kadokawa Shoten gọi là Khối Kadokawa. Những công ty này chia làm ba loại: xuất bản, phim ảnh và truyền thông chéo. Các công ty xuất bản chủ yếu kinh doanh sách, thư phẩm như bunkobon, manga và tạp chí về phương tiện truyền thông thị giác; các công ty phim ảnh kinh doanh phim truyện và phân phối qua định dạng video tại gia như DVD của các bộ phim quốc tế và anime; các công ty truyền thông chéo kinh doanh nội dung kỹ thuật số, các tạp chí thông tin về cuộc sống đô thị và chương trình truyền hình, cùng với việc truyền tải thông tin bằng cách kết hợp phương tiện truyền thông giấy, Internet, và điện thoại di động. Các khía cạnh còn lại của khối này được phụ trách bởi các bộ phận theo lĩnh vực kinh doanh khác, chủ yếu là video game, cho thuê bất động sản, và bao gồm một đại lý quảng cáo.
| - ASCII Media Works - Công ty xuất bản Chukei - Enterbrain - Fujimi Shobo - Nhà xuất bản Kadokawa Gakugei Shuppan - Kadokawa Magazines - Kadokawa Shoten - Media Factory - Building Book Center - Chara-ani Corporation - BookWalker - Choubunsha - Building Book Center Co. - ComicWalker - Production Ace - eb Creative - Kadokawa Daiei Studio - Japan Film Fund - Glovision - Nihon Eiga Satellite Broadcasting - Globalgate Entertainment - EuropaCorp Japan | - K.Sense - MovieWalker - Kadokawa Media House - Movie Ticket - Kids Net - T Gate - Docomo Anime Store - Smile Edge - Kadokawa Holdings US - Kadokawa Holdings US tại Hong Kong - Kadokawa Intercontinental Publishing (Asia): 70% chi nhánh cổ phần - Kadokawa Intercontinental Group Holdings - Kadokawa Taiwan - Taiwan Animate - Guangzhou Tianwen Kadokawa Animation and Comics - Sun Wah Kadokawa - Kadokawa Amarin - Gempak Starz (Malaysia) - Yen Press (51%) - ATX - FromSoftware - Kadokawa ASCII Research Laboratories - Kadokawa Games - Kadokawa Contents Academy |

### Công ty con trước đây
- Asmik Ace
- Kadokawa Entertainment: vào ngày 1 tháng 11 năm 2009, Kadokawa Entertainment sáp nhập vào Kadokawa Pictures.
- Kadokawa Group Publishing: vào ngày 1 tháng 4 năm 2013, Kadokawa Group Publishing sáp nhập vào Kadokawa Group Holdings.
- Kadokawa J:COM Media: thành lập vào tháng 11 năm 2005 như một liên doanh giữa Kadokawa Shoten và Jupiter Telecommunications.[13] Liên doanh bị hủy bỏ vào tháng 6 năm 2010.
- So-net Kadokawa Link: thành lập vào ngày 27 tháng 6 năm 2007 với cổ phần từ So-net Entertainment (43,5%), Kadokawa Mobile (43,5%) và Dentsu E-link[14] (13.0%).[15]
- Kadokawa Mobile và Movie Gate: vào ngày 1 tháng 10 năm 2009, Kadokawa Mobile sáp nhập vào Movie Gate để thành lập Kadokawa Contents Gate.[16]
- Kadokawa Production: vào ngày 1 tháng 10 năm 2013, công ty bị giải thể và sáp nhập vào công ty mẹ Tập đoàn Kadokawa.
- MediaLeaves: vào ngày 10 tháng 1 năm 2010, MediaLeaves sáp nhập vào Enterbrain.[17]
- NTT Prime Square
- Sarugakucho: trở thành một phần của Kadokawa Group Holdings thuộc Enterbrain trong quá trình mua lại ASCII. Vào ngày 31 tháng 3 năm 2010, Pole To Win thông báo rằng họ đã mua lại Sarugakucho.[18]
- Words Gear: vào ngày 26 tháng 9 năm 2006, Matsushita Electric Industrial thông báo thành lập Words Gear cùng Kadokawa Mobile và Tokyo Broadcasting System, đi vào hoạt động từ ngày 2 tháng 10 năm 2006.[19] Vào ngày 30 tháng 9 năm 2010, Kadokawa Group Holdings thông báo sáp nhập Words Gear vào Kadokawa Contents Gate, với Kadokawa Contents Gate là công ty nhận thay thế, đi vào hoạt động từ ngày 1 tháng 1 năm 2011.[20]